# Пряльнинский сельсовет
Пряльнинский сельсовет (белор. Пральніцкі сельсавет; ранее — Падневичский) — упразднённая административная единица на территории Воложинского района Минской области Республики Беларусь.

## География
Граничит с Ивенецким, Першайским, Раковским и Яршевичским сельсоветами Воложинского района, Дзержинским районом Минской области.

## История
Падневичский сельский Совет образован в 1946 году. Позднее был переименован в Пряльнинский сельский Совет.
28 июня 2013 года Пряльнинский сельсовет упразднён. Населённые пункты включены в состав Ивенецкого сельсовета.

## Состав
Пряльнинский сельсовет включал 19 населённых пунктов:
- Бобровники — деревня.
- Боровиковщина — деревня.
- Боярщина — деревня.
- Врублёвщина — деревня.
- Галимцы — деревня.
- Голобурды — деревня.
- Гуды — деревня.
- Курдуны — деревня.
- Макасичи — деревня.
- Мешкути — деревня.
- Ойтиново — деревня.
- Осиновка — деревня.
- Падневичи — деревня.
- Петрусовщина — деревня.
- Пряльники — деревня.
- Судники — деревня.
- Чесноки — деревня.
- Шелевщина — деревня.
- Юзефино — деревня.

Упразднённые населённые пункты:
- Мацкевщина — деревня (в 1976 году)

## Демография
На территории сельсовета в 2011 году имелось 466 домохозяйств, проживало 1085 человек, в том числе:
- Моложе трудоспособного возраста — 220
- Трудоспособного — 556
- Старше трудоспособного — 309

## Производственная сфера
- УП «Ивенецкая Криница»
- ОАО «Судниковский»

## Социально-культурная сфера
- Здравоохранение: 2 фельдшерско-акушерских пункта (д. Судники, д. Пряльники).
- Образование: ГУО «Судниковская средняя школа», Судниковский детский сад «Родничок»
- Культура: Судниковский Дом Культуры, культурно-спортивный центр д. Пряльники, 2 библиотеки